# Saint-Victor-Malescours
Saint-Victor-Malescours ist eine französische Gemeinde mit 804 Einwohnern (Stand: 1. Januar 2022) im Département Haute-Loire in der Region Auvergne-Rhône-Alpes. Sie gehört zum Arrondissement Yssingeaux und zum Kanton Deux Rivières et Vallées.

## Geographie
Saint-Victor-Malescours liegt im Velay, einer Landschaft im französischen Zentralmassiv, und im Forez etwa 17 Kilometer südsüdwestlich von Saint-Étienne an der Semène, einem Zufluss der Loire. Umgeben wird Saint-Victor-Malescours von den Nachbargemeinden Saint-Just-Malmont im Norden, Jonzieux im Nordosten, Marlhes im Osten, Saint-Romain-Lachalm im Süden und Südosten, Saint-Pal-de-Mons im Süden und Südwesten sowie Saint-Didier-en-Velay im Westen. 

## Bevölkerungsentwicklung
| Jahr                       | 1962 | 1968 | 1975 | 1982 | 1990 | 1999 | 2006 | 2017 |
| Einwohner                  | 470  | 411  | 356  | 375  | 476  | 673  | 748  | 818  |
| Quellen: Cassini und INSEE |      |      |      |      |      |      |      |      |

## Sehenswürdigkeiten
- Kirche Saint-Pancrace
- Schloss Le Fraisse
- Schloss Le Maploton

|  |  |

## Persönlichkeiten
- François Peyrard (1759/60–1822), Philosoph